# مارك دريسر
مارك دريسر (بالإنجليزية: Mark Dresser)‏ هو أستاذ جامعي وملحن أمريكي، ولد في 26 سبتمبر 1952 في لوس أنجلوس في الولايات المتحدة.

## وصلات خارجية
- مارك دريسر على موقع ميوزك برينز (الإنجليزية)
- مارك دريسر على موقع أول ميوزيك (الإنجليزية)
- مارك دريسر على موقع ديسكوغز (الإنجليزية)